# Жук Сергій Стефанович
Сергій Стефанович Жук (20 жовтня 1885, Швайкина Балка, Кобеляцький повіт, Полтавська губернія — 1 квітня 1969, Аугсбург, ФРН) — український скульптор, письменник, поет, мистецтвознавець, перекладач, громадський, культурний та політичний діяч.

## Життєпис
Народився 20 жовтня 1885 року на хуторі Швайкина Балка Кобеляцького повіту на Полтавщині (нині у складі міста Кобеляки Полтавської області) в родині відставного державного службовця, наглядача Кобеляцької земської лікарні Стефана Жука та його дружини Марини, уродженої Кондренко (Кондри). Був п'ятою дитиною в родині, кілька років був прикутим до ліжка через хворобу. З осені 1886 р. родина мешкала в Кобеляках.
Після закінчення Кобеляцької школи переїхав до Сімферополя, де навчався в реальному училищі. У 1902 році в газеті «Крим» опублікував першу театральну рецензію. З 1904 р. публікувався у часописах «Рада», «Літературно-науковий вісник» та ін. Був автором як публіцистичних, так і літературних творів — п'єси «Талант» (1907), казок (1920—1922), поеми «Олена» (1941), драматичних етюдів (1945—1948), спогадів про митрополита Андрея Шептицького (1945), композиторів Я. Степового і Ф. Якименка, співака І. Алчевського, М. Садовського і М. Івасюка (1953—1954), опублікованих як в українських виданнях, так і в українській періодиці Європи та Великої Британії.
Під час навчання у Сімферополі разом з громадським активістом Левом Толчинським організував в училищі українську громаду та займався пропагандою українських ідей у Криму — «завойовував Крим», як казав він жартома. Юнаком познайомився зі своєю майбутньою дружиною Єлизаветою Блейвич, яка народилася у 1886 р. в Криму в родині військового урядовця Семена Блейвича, навчалася у Сімферопольській жіночій гімназії. «Цей піонер українського національного руху в Криму розбудив у моєму серці любов до України, до її співочої мови. З ним я пізнала українську літературу, українське мистецтво, українську історію», — згадувала Єлизавета Жук про свого чоловіка.
Навесні 1908 р. подружжя Жуків узяло активну участь у Шевченківському святі в Сімферополі, що відбулося в залі громадського зібрання, де сцену було декоровано українськими історичними корогвами, а залу прикрашено понад сотнею українських національних прапорів. Єлизавета Жук втілювала Україну та шевченківські жіночі персонажі, які за сюжетами творів «Катерина» та «Гайдамаки» ставив її чоловік, що на цьому ж заході виступив з доповіддю про Шевченка під ім'ям «С. Дикий».
У 1907 і 1909 рр. Сергій Жук був заарештований у Севастополі та Сімферополі — ймовірно, через нелегальну політичну діяльність.
У 1909 р. під час приїзду до Сімферополя співака Івана Алчевського та корифея українського театру Миколи Садовського подружжя Жуків презентувало українську громаду Криму, розвиваючи зв'язки з ідейними українцями та знайомлячись із діячами українського театру — Ліницькою, Тобілевич, Полянською, Малиш-Федорець, Петляш, Мар'яненком, Ф. Левицьким, Паньківським, Каргальським, Верховинцем, Боднарчуком, Ковалевським та іншими.
З 1908 по 1917 рр. Сергій Жук виступав із лекціями про творчість українських письменників — Тараса Шевченка, Панаса Мирного, Івана Нечуя-Левицького.
У 1912 р. переїхав з дружиною до Санкт-Петербурга, де закінчив Психоневрологічний інститут. Активно працював у низці громадських організацій. У 1915 р. заснував першу українську мистецьку організацію в Санкт-Петербурзі — Українське літературно-мистецьке товариство, у 1917 р. — Український військовий революційний штаб (співголова — Микола Байздренко), що займався українізацією військових частин і висунув Тимчасовому уряду вимоги визнати УЦР і її уряд та відправити до Києва своїх міністрів для перемовин. Був представником Української Центральної Ради у Петрограді (сучасний Санкт-Петербург), організовував українські військові та громадські демонстрації та походи в місті на її підтримку. Очолював засноване ним українське літературне видавництво.
У 1918 (за іншими даними — 1920) р. родина Жуків переїхала до Києва. У 1919 р. Сергій Жук став першим ініціатором створення української опери в Києві, членом мистецької ради Української музичної драми, у 1920—1921 рр. — завідувачем літературно-мистецької частини Української державної опери. Переклав низку лібрето опер українською мовою.
Після більшовицької окупації України, Сергій Жук був членом мистецького відділу (різьбярської секції) Інституту української наукової мови при ВУАН (1925—1929).
Як скульптор створив постаті й ескізи пам'ятника Т. Шевченку (1910 і 1913 рр.), композиції на біблійну, історичну та літературну тематику в стилях неокласики та імпресіонізму; з 1921 р. його епічні сюжети та синтетичні портрети українських діячів були позначені рисами національного стилю.
Відомі такі його роботи: скульптури «Син тьми і зла» (1907), автопортрети (1913, 1920, 1922), «Христос» (1915), «Мрія» (1916), «Кобзар», «Біс» (1920), «Степовик», «Гріх», «Старий Божок», «Привид» (1921), «Старий орел», «Степовий хижак», «Влада жінки», «Каїн і Авель» (1922), «Мати», «Пристрасть», «Ухань» (1923), «Лісовик», «Живе коло» (1924); погруддя Т. Шевченка (1913, 1920, 1922), І. Гонти (1921, 1922), М. Леонтовича (1925), М. Левитського (1928) і М. Балліна (1929), «Т. Шевченко до заслання», «Т. Шевченко після заслання» (1939), П. Саксаганського (1940), М. Кропивницького (1941), погруддя для пам'ятників Т. Шевченкові на території Березинських (нині Жашківського району Черкаської області) і Лучанських цукроварень (1926), надгробки А. Терниченка на Байковому кладовищі у Києві (1928), Д. Заболотного в с. Чоботарівка (нині Заболотне Крижопільського району Вінницької області, 1930—1932), проєкт надгробка М. Заньковецької (1936).
Твори Сергія Жука зберігалися в Київському музеї українських діячів науки і мистецтв при ВУАН, Київському музеї Т. Шевченка, Державному музеї українського мистецтва, Державному заповіднику «Могила Тараса Шевченка» в Каневі Черкаської області, експонувалися в Києві (1924, 1937, 1939), Харкові (1935—1937) та Львові (1940).
У своїх скульптурах переховував український національний прапор, під яким у Петрограді під час Лютневої революції 1917 р. відбулася 25-тисячна українська маніфестація, а також свої поетичні твори антирадянського спрямування.
Під час окупації України військами нацистської Німеччини Сергій Жук залишився в Києві, де був членом Проводу ОУН. У 1943 р. виїхав до Львова, у 1944 р. — до Відня. З 1945 р. мешкав в Аугсбурзі (Німеччина), де відновив діяльність літературно-мистецького та наукового товариства при Українському Комітеті, до якого входили діячі української літератури, мистецтва та науки на еміграції. Після еміграції Сергія Жука його скульптурна спадщина в Києві була знищена, а його ім'я — на десятиліття піддане забуттю.
Помер 1 квітня 1969 року в Аугсбурзі.